# Landelijk kampioenschap amateurvoetbal 2000/01
In het landelijk amateurkampioenschap voetbal van 2000/01 maakten de zes Hoofdklassekampioenen uit wie zich de beste amateurclub van Nederland mag noemen. De kampioenen van de Zaterdag Hoofdklasse A, B en C spelen in een competitie van 4 speelronden, net als de kampioenen van de Zondag Hoofdklasse A, B en C. Vervolgens werd de finale over twee wedstrijden gespeeld tussen de zaterdag- en zondagkampioen. Baronie won van FC Lisse en werd landskampioen van het amateurvoetbal.

## Kampioenschap Zaterdag

### Teams
| Klasse | Club         |
| ------ | ------------ |
| A      | FC Lisse     |
| B      | ASWH         |
| C      | Be Quick '28 |

### Eindstand
| # | Club         | Ges | W | G | V | Pnt | DV | DT | DS |
| - | ------------ | --- | - | - | - | --- | -- | -- | -- |
| 1 | FC Lisse     | 4   | 2 | 2 | 0 | 8   | 9  | 6  | +3 |
| 2 | Be Quick '28 | 4   | 1 | 2 | 1 | 5   | 6  | 8  | −2 |
| 3 | ASWH         | 4   | 1 | 0 | 3 | 3   | 8  | 9  | −1 |

## Kampioenschap Zondag

### Teams
| Klasse | Club      |
| ------ | --------- |
| A      | Baronie   |
| B      | JVC Cuijk |
| C      | HSC '21   |

### Eindstand
| # | Club      | Ges | W | G | V | Pnt | DV | DT | DS |
| - | --------- | --- | - | - | - | --- | -- | -- | -- |
| 1 | Baronie   | 4   | 3 | 1 | 0 | 10  | 12 | 5  | +7 |
| 2 | JVC Cuijk | 4   | 2 | 0 | 2 | 6   | 8  | 9  | −1 |
| 3 | HSC '21   | 4   | 0 | 1 | 3 | 1   | 5  | 11 | −6 |

## Algeheel kampioenschap
| 16 juni 2001 |     |         |
| FC Lisse     | 0-2 | Baronie |

| 23 juni 2001 |     |          |
| Baronie      | 4-1 | FC Lisse |

|                  |
| Kampioen Baronie |

1983/84 · 1984/85 · 1985/86 · 1986/87 · 1987/88 · 1988/89 · 1989/90 · 1990/91 · 1991/92 · 1992/93 · 1993/94 · 1994/95 · 1995/96 · 1996/97 · 1997/98 · 1998/99 · 1999/00 · 2000/01 · 2001/02 · 2002/03 · 2003/04 · 2004/05 · 2005/06 · 2006/07 · 2007/08 · 2008/09 · 2009/10 · 2010/11 · 2011/12 · 2012/13 · 2013/14 · 2014/15 · 2015/16